# Domingos Justino Ribeiro
Domingos Justino Ribeiro (Pará de Minas, 1814 – Pará de Minas, 22 de junho de 1901). Foi Tenente-Coronel da Guarda Nacional, fazendeiro e político mineiro.

## Biografia
Domingos Justino Ribeiro era filho de Antônio Justino Ribeiro e de Maria Cândida de Jesus. 
Foi proprietário da Fazenda Cachoeira, cujas terras hoje pertencem a Florestal. A sede da fazenda foi construída por volta de 1817 em estilo colonial, estando preservada até os dias de hoje. A fazenda era grande produtora de leite, café e algodão, sendo considerada uma das melhores da região.
O coronel Domingos Justino, como era conhecido, tinha grande influência na política de Pará de Minas, ocupando o cargo de agente executivo, hoje correlato ao de prefeito, de 1866 a 1869.
Casou-se três vezes. Em primeiras núpcias com Maria das Dores de Oliveira Pena, em segundas núpcias com Antônia Benedita Valadares Ribeiro e em terceiras núpcias com Antônia Valadares Ribeiro. Sua segunda e terceira mulheres eram irmãs por parte de pai, Doutor Francisco Cordeiro de Campos Valadares, médico e político.
Doutor Francisco era membro de uma das famílias mais influentes da política de Minas Gerais, sendo neto de dona Joaquina do Pompéu. Ele era presidente da câmara de Pitangui quando o então distrito do Pará foi desmembrado daquela e elevado a condição de Vila do Pará, a 20 de setembro de 1859.
Dentre os muitos filhos do Coronel Domingos Justino destacam-se:
- Antônio Benedito Valadares Ribeiro (1870-1953), advogado e agente executivo (prefeito) de Pará de Minas de 1901 a 1905;
- Francisco Valadares Ribeiro (1885-?), prefeito de Pará de Minas de 1933 a 1946;
- Benedito Valadares Ribeiro (1892-1973), advogado e prefeito de Pará de Minas de 1930 a 1933. Governador de Minas Gerais de 1933 a 1945. Deputado Federal por Minas Gerais de 1946 a 1955. Senador por Minas Gerais de 1955 a 1971.